# Fichtenzapfenrost
Der Fichtenzapfenrost oder auch Zapfenrost der Fichte (Thekopsora areolata, Syn.: Pucciniastrum areolatum) ist ein Rostpilz, der Fichtenzapfen befällt. Der Name Zapfenrost wird manchmal noch für einen weiteren Rostpilz verwendet, nämlich für den Gelben Zapfenrost (Chrysomyxa pyrolae).

## Merkmale und Ökologie
Der Zapfenrost durchwächst Zapfen der Rotfichte, die durch den Pilz sperrige Schuppen bekommen. Bis zum Sommer werden dann auf der Oberseite der Schuppen Äcidiosporen gebildet. Diese sind dickwandig und messen 25 × 18 μ. Nun erfolgt wie bei vielen Rostpilzen ein obligater Wirtswechsel zu Gewöhnlicher Traubenkirsche (Prunus padus) oder auch Spätblühender Traubenkirsche (Prunus serotina). Diese bekommen durch die Bildung der Urdedolager im Sommer dunkelrote Flecken auf beiden Seiten der Blätter.
Der Pilz wurde auch auf Jahrestrieben von Jungfichten nachgewiesen, wo sie eine schwärzliche Verfärbung der Rindenoberfläche sowie das Absterben des Triebes verursachen.

## Maßnahmen
Durch den obligaten Wirtswechsel wird die Krankheit durch Entfernen des Zwischenwirtes (Gewöhnliche Traubenkirsche) in ca. 500 m Umkreis vermieden. Allerdings ist der Erreger nur in Samenplantagen von wirtschaftlicher Bedeutung.

## Systematik
Der Fichtenzapfenrost wurde zuerst 1818 von Elias Magnus Fries als Xyloma aerolatum erstbeschrieben. 1875 stellte ihn Paul Wilhelm Magnus als Thekopsora areolata in die Gattung Thekospora. Lange Zeit war die Art auch als Pucciniastrum areolatum bekannt, 1883 von Gustav Heinrich Otth beschrieben, das ist aber nur noch ein Synonym.